# Comitatul Glades, Florida
Comitatul Glades (în engleză Glades County) este un comitat din statul Florida, Statele Unite ale Americii. Începând cu recensământul din 2010, populația a fost de 12.884, devenind astfel cel de-al patrulea județ cel mai puțin populat din Florida. Scaunul său este Moore Haven.

## Istoric
Persoanele indigene au trăit în această zonă de mii de ani. Datorită războiului și expunerii la boli infecțioase după contactul european, triburile native au devenit depopulate. În secolul al XVIII-lea, când zona era sub dominația spaniolă, popoarele nativilor americani din Creek și alte triburi au migrat în Florida de astăzi din Georgia. Africanii și afro-americanii care au scăpat de sclavie și naufragiați, au migrat și ei în zona în care au creat comunități maro. Unii au primit libertate de către spaniol în schimbul slujbei cu militiile lor. Treptat, națiunea Seminole sa format din acești oameni multietnici. Unii oameni descendenți africani au înființat comunități lângă Seminole și au devenit cunoscuți sub numele de Seminol Negru. În secolul al XIX-lea, cea mai mare parte a Seminolei și a multor negri au fost îndepărtați în Teritoriul Indian după războaiele Seminole, rezultatul presiunii din ce în ce mai mari de decontare anglo-americane.
Glades County a fost creat în 1921. A fost numit pentru Florida Everglades. Acesta este unul dintre cele cinci județe din jurul lacului Okeechobee și Lacul Okeechobee Scenic Trail.
Glades County sponsorizează unul dintre cele mai vechi festivaluri recurente din Florida. Festivalul Chalo Nitka este o sărbătoare a istoriei și culturii locale, similar cu un târg județean. Festivalul atrage, de asemenea, atenția asupra relației lungi și prietenoase dintre grupurile locale Seminole și coloniștii din Glades. Rezervația indiană Brighton Seminole este situată în județ.

## Energie și mediu
Comisia pentru Serviciul Public din Florida a votat în unanimitate să refuze o solicitare din partea Puterii și a Luminii de la Florida de a construi o centrală electrică pe bază de cărbune în județul Glades, aflată la mai multe mile la vest de Lacul Okeechobee. Comisia Județeană Glades a permis, de asemenea, construirea în 2007 a unui depozit de 200 de acri (0.81 km2) pe malul sud-vest al lacului Okeechobee.

## Demografie
Începând cu recensământul din 2000, în județ erau 10.576 de persoane, 3.852 de gospodării și 2.765 de familii. Densitatea populației a fost de 14 persoane pe mile pătrat (5 / km²). Au fost 5790 de locuințe la o densitate medie de 8 pe milă pătrați (3 / km²). Raspunsul rasial al judetului a fost 76.99% alb, 10.53% negru sau african american, 4.93% nativ american, 0.33% asiatic, 0.02% Pacific Islander, 5.63% din alte rase si 1.58% din doua sau mai multe curse. 15,07% din populație au fost hispanici sau Latino de orice rasă.
În 2005, populația a fost de 67,0% non-hispanic alb, 17,6% latino, 10,5% afro-american și 4,9% nativ american.
Au fost 3852 de gospodării, dintre care 25,80% aveau copii cu vârsta sub 18 ani, 58,30% erau cupluri căsătorite, 8,60% aveau o mamă fără prezență de soț și 28,20% erau non-familii. 22.70% din toate gospodăriile au fost alcătuite din persoane fizice și 11.40% au avut cineva care trăiește singur, care a fost de 65 de ani sau mai mult. Dimensiunea medie a gospodăriei a fost de 2,51, iar mărimea medie a familiei a fost de 2,91.
În județ, populația era răspândită cu 22,10% sub vârsta de 18 ani, 7,60% de la 18 la 24 de ani, 27,00% de la 25 la 44 de ani, 24,50% de la 45 la 64 de ani și 18,80% de 65 de ani . Vârsta medie a fost de 40 de ani. Pentru fiecare 100 de femei au fost 121.50 masculi. Pentru fiecare 100 de fete de 18 ani și peste, au fost 125.40 bărbați.
Venitul mediu pentru o gospodărie în județ a fost de 30.774 dolari, iar venitul mediu pentru o familie a fost de 34.223 dolari. Masculii au avut un venit mediu de 29.196 $, față de 20.987 $ pentru femei. Venitul pe cap de locuitor pentru județ a fost de 15.338 $. Aproximativ 10,70% din familii și 15,20% din populație erau sub limita sărăciei, inclusiv 18,20% dintre cei sub 18 ani și 11,20% dintre cei cu vârsta de 65 de ani sau mai mult.
|  | Graficele sunt indisponibile din cauza unor probleme tehnice. Mai multe informații se găsesc la Phabricator și la wiki-ul MediaWiki. |

Date: Wikidata - grafică realizată de Wikipedia